# Siphlonurus noveboracana
Siphlonurus noveboracana är en dagsländeart som först beskrevs av Lichtenstein 1796.  Siphlonurus noveboracana ingår i släktet Siphlonurus och familjen simdagsländor. Inga underarter finns listade i Catalogue of Life.